# Ferrocarril Podgorica–Shkodër
El ferrocarril de Podgorica-Shkodër es una línea férrea que conecta Albania y Montenegro, utilizado principalmente para fines de transporte de mercancías únicamente. Es el único enlace ferroviario internacional que posee Albania. Aunque inicialmente se construyó entre 1984-1985, cayó en desuso en 1991 por falta de presupuesto y mantenimiento, y luego volvió a abrir el tramo en 2003.
La infraestructura ferroviaria es operada por la compañía montenegrina ŽICG (Željeznička Infrastruktura Crne Gore, Infraestructura ferroviaria de Montenegro) en el territorio de Montenegro y por Hekurudha Shqiptare (ferrocarriles albaneses) en territorio albanés. Sin embargo, los servicios ferroviarios suelen ser operados por el operador montenegrino ŽPCG entre Podgorica y la estación albanesa Bajzë y por Hekurudha Shqiptare solo entre Bajzë y Shkodër.
La línea se conecta con la línea Belgrado-Bar y la línea Nikšić-Podgorica en Podgorica; y con el ferrocarril Shkodër-Vorë en Shkodër.

## Descripción general
El ferrocarril Podgorica-Shkodër es una línea férrea de ancho estándar que cuenta con una longitud de 63,5 km en total, de los cuales 34 km transucrren por territorio albanés, mientras que los restantes 29,5 km a través de territorio montenegrino. Al igual que otros ferrocarriles de Albania, el ferrocarril no está electrificado. La última estación de la línea en Albania es la estación de tren Bajzë.

## Historia
Construido entre 1984 y 1985, la línea mercantil Podgorica-Shkodër fue y es el primer y único ferrocarril internacional de Albania. Comenzó sus operaciones el 11 de enero de 1985, con tráfico regular a partir del 6 de agosto de 1986. La línea cayó en desuso en 1991 debido a sanciones comerciales impuestas a Yugoslavia. La línea Bajzë-Shkodër (sin llegar al paso fronterizo de Hani i Hotit) se volvió a abrir para su utilización en febrero de 1996. La reapertura del tramo de la línea Hani i Hotit - Bajzë estaba prevista para el 15 de noviembre de 1996, pero se canceló. La pista fue dañada más tarde debido a disturbios civiles en 1997.
En abril de 2002 se completó la reconstrucción de la línea entre la frontera montenegrina en Hani i Hotit y Bajzë. En marzo de 2003, la línea entre Bajzë y Shkodër se completó con una partida del gobierno albanés de 365 millones de lekë. Una ceremonia celebrada el 6 de marzo de 2003 marcó oficialmente la apertura del Bajzë-Shkodër. Como señal de cooperación mutua, el entonces primer ministro albanés Fatos Nano y un vice primer ministro montenegrino viajaron a Tuzi, en Montenegro, en un tren especial que operaba en esta línea.

## Proyectos
Actualmente existen planes a largo plazo para el establecimiento y la operación del servicio de pasajeros en esta línea férrea.
Hay otros planes que implican la construcción de una nueva línea paralela de alta velocidad entre Podgorica y Shkodër.